# Molophilus williamsi
Molophilus williamsi är en tvåvingeart som beskrevs av Günther Theischinger 1992. Molophilus williamsi ingår i släktet Molophilus och familjen småharkrankar. Inga underarter finns listade i Catalogue of Life.